# Martin Mendez
Martin Mendez (ur. 6 kwietnia 1978 w Montevideo) – urugwajski basista.

## Życiorys
Martin Mendez znany jest przede wszystkim z wieloletnich występów w szwedzkiej grupie muzycznej Opeth. Był również członkiem innych zespołów razem z byłym perkusistą Opeth - Martinem Lopezem, takich jak Fifth to Infinity, Proxima, Vinterkrig i Requiem Aeternam. Do Opeth dołączył tuż przed sesją nagraniową płyty My Arms, Your Hearse (1998), jednakże Mikael Åkerfeldt zdecydował, że jeszcze na tej płycie partie basowe nagra on sam. Pierwszym albumem, w którym Mendez nagrał partie basowe był Still Life (1999).

## Instrumentarium
| Gitary basowe - Fender American Deluxe Jazz Bass - Fender Marcus Miller Signature Jazz Bass - Fender Sunburst Jazz bass American Series - Fender American Standard Jazz Bass - Fender Fretless Jazz Bass - Fender Standard Fretless Jazz Bass Guitar - Fender American Deluxe Jazz Bass V Efekty gitarowe - Boss GT-6B Bass Multi-Effect Pedal - Boss GT-10B Multi-Effects Pedal - Line 6 Bass Multi Effect Pedal |  | Wzmacniacze i kolumny głośnikowe - Fender TB-1200 Bass Amplifier - Fender TB-600 Bass Amplifier - Fender 810 PRO Cabinet - Fender 810 PRO V2 8x10 Bass Cabinet - Laney Nexus-Tube All Valve Bass Amplifier - Laney NX810 Cabinet - Ampeg 8x10 Cabinet - Ampeg SVT-810E Bass Enclosure Cabinet - Ampeg SVT Classic Bass Amplifier - Ampeg SVT-CL Classic Bass Amplifier Struny - D’Addario Roundwounds Strings |

## Dyskografia
- Opeth - Still Life (1999, Peaceville Records)
- Opeth - Blackwater Park (2001, Music for Nations)
- Opeth - Deliverance (2002, Koch Records)
- Opeth - Damnation (2003, Koch Records)
- Opeth - Ghost Reveries (2005, Roadrunner Records)
- Opeth - Watershed (2008, Roadrunner Records)
- Opeth - Heritage (2011, Roadrunner Records)
- Opeth - Pale Communion (2014, Roadrunner Records)
- Opeth - Sorceress (2016, Nuclear Blast)